# Església de Nostra Senyora de l'Assumpció de Vilafranca de Lauraguès
L'església de Nostra Senyora de l'Assumpció és un temple gòtic situat a Vilafranca de Lauraguès, al departament francès de l'Alta Garona. Va ser fundada al segle xiii per Alfons de Poitiers i Joana de Tolosa.
La torre de l'església va ser catalogada com a monument històric l'any 1927.

## Història
Aquesta església va ser creada l'any 1262 després de la croada contra els albigesos, que eren considerats heretges per l'Església catòlica. Aquest monument va ser construït davant del "camí reial", que es va acabar convertint en el "carrer principal" després de la Revolució.

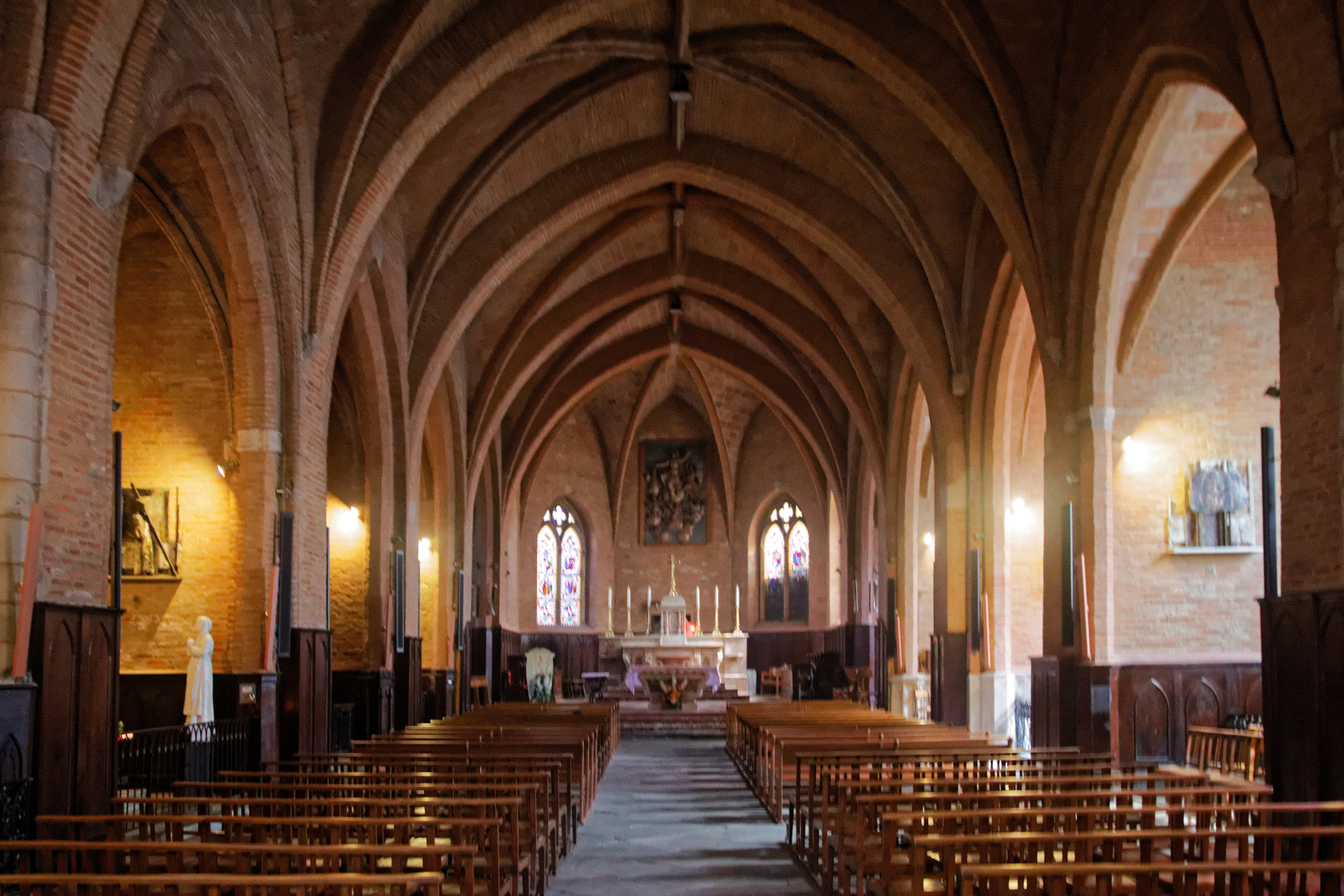
Interior.

L'any 1285 durant la Croada contra la Corona d'Aragó, el rei Felip III, la reina Maria de Brabant, homes d'armes i agents del rei van fer una parada a Vilafranca, i el rei i la seva dona van visitar l'església i van pregar per la seva tia Joana de Tolosa, fundadora de l'església.
A l'Edat Mitjana, l'assemblea comunitària s'allotjava a l'església de Nostra Senyora de l'Assumpció. Al segle XVI es van fer diverses visites pastorals que van permetre conèixer el traçat de l'església en diferents moments.
Una Santíssima Trinitat de pedra sorrenca, antigament al costat dret de la façana de l'església, ara es troba a l'interior.
A la paret del campanar hi ha niuades tres campanes (com a la majoria de parets d'espadanya). Una campana d'aquest campanar és del 1548, una altra del 1584 i la tercera no consta (les campanes poden haver estat modificades des d'aleshores).

## Descripció

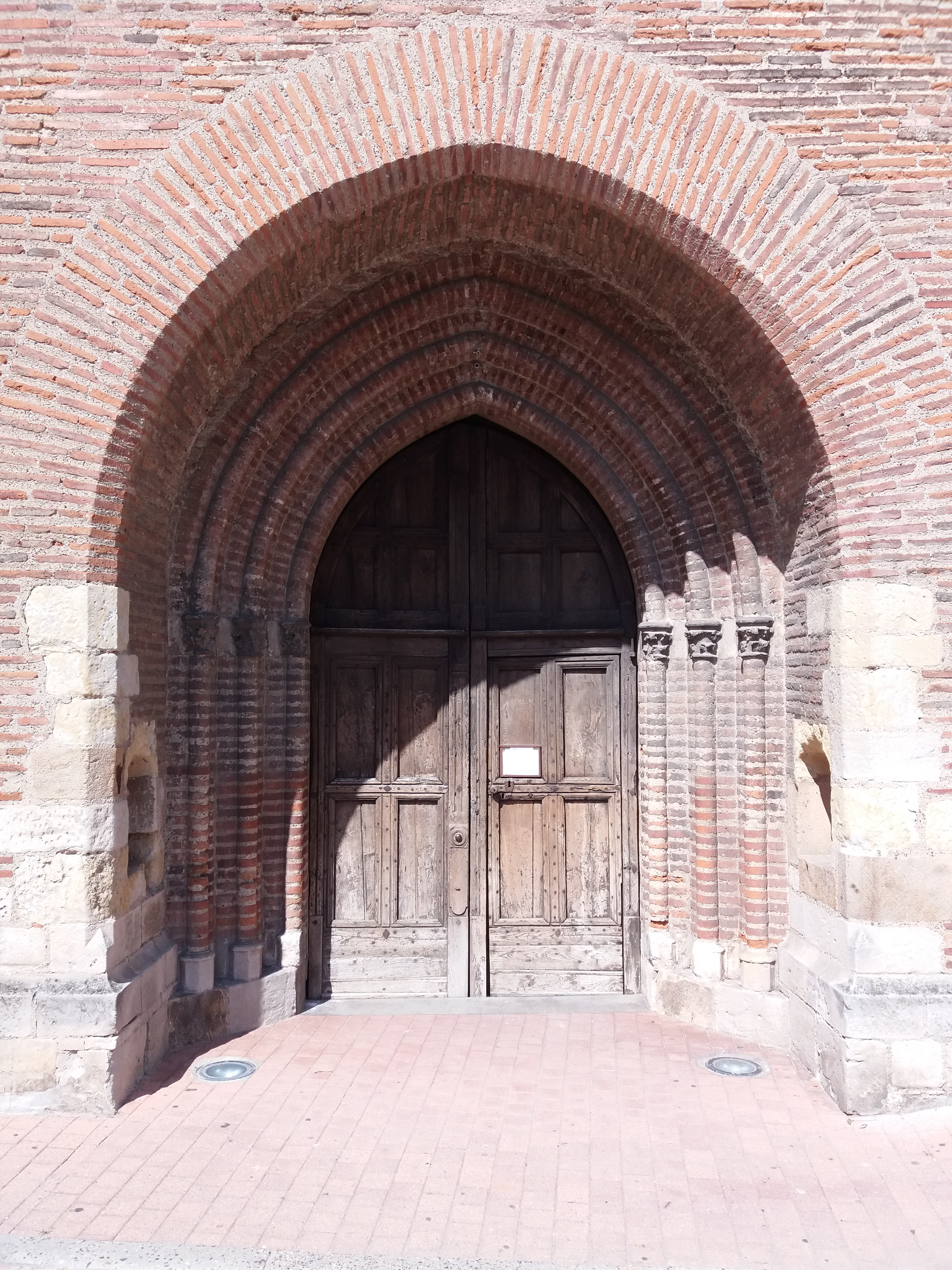
Porta d'entrada.

### Exterior
La façana té un campanar d'espadanya fortificat de tipus tolosà, travessat per dos pisos amb finestrals. El campanat d'espadanya està emmarcat per dues torres octogonals. En l'eix del campanar hi ha la porta d'entrada de forma ogival. L'arquivolta està formada per tres arcs decorats amb petits capitells. Aquests capitells estan formats per dos nivells de fullatge. La separació entre el nivell de la volta i el primer pis del campanar està marcada per una banda dentada. Els dos pisos estan perforats cadascun per tres vans amb arcades en forma de mitra.

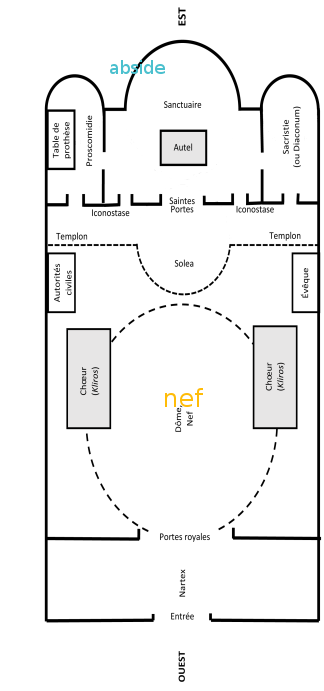
Croquis de l'església.

### Interior
L'església és de nau única amb voltes gòtiques baixes i una ampla cúpula també anomenada nau. A l'absis hi ha un retaule del segle XV.
Està feta de maons que es van coure a la fàbrica senyorial de rajoles de Vilafranca. La particular argila del Lauraguès adquireix un color rosat. Aquesta particularitat de color s'anomena en francès "Chafrénad".
Una estàtua policromada representa el pas de la Visitació del Nou Testament; aquesta estàtua és molt probablement de principis del segle XVI.